# Carposina pygmaeella
Carposina pygmaeella là một loài bướm đêm thuộc họ Carposinidae. Nó là loài đặc hữu của Hawaii.
Sải cánh dài khoảng 6 mm, making it the smallest Hawaiian Carposinidae species.